# Antonio Brighenti
Antonio Brighenti (Clusone, 28 settembre 1810 – Lovere, 16 maggio 1893) è stato un pittore italiano.

## Biografia
Figlio di Giovanni Brighenti (1782-1861) e di Maria Giuseppa Crespi, frequentò come il padre l'Accademia Carrara di Bergamo, vinse il terzo premio al concorso per la copia della Testa di Napoleone dell'immortale Casanova.
Fu un pittore molto attivo nella bergamasca, e non solo: numerosissimi sono gli affreschi da lui realizzati nelle santelle delle vie di campagna, ma la sua collaborazione con il padre, di cui sicuramente condivideva la bottega, non sempre rende possibile attribuirne con certezza le opere.
Antonio si dedicò maggiormente alla ritrattistica. Ritrasse i membri della sua famiglia e non solo: la sua vicinanza con i suoi compaesani lo porta a fare di loro ritratti dalla notevole resa sia fisica che psicologica. Ricevette la commissione per la realizzazione dei ritratti dei benefattori del paese, persone che con i loro lasciti sostenevano i bisognosi, dipinti sono ora visibili al Museo Arte Tempo di Clusone. Ritrasse anche prelati, parroci e sacerdoti, in dipinti conservati, come da usanza, nelle sagrestie.
Il pittore eseguì anche un paio di autoritratti e si ritrasse in due affreschi, nella pala della Deposizione ad Abbiategrasso nella basilica di Santa Maria Nuova, opera eseguita con il padre Giovanni, e nello stendardo della Confraternita di Santa Maria del Suffragio, conservato presso il museo della Basilica di Clusone, nel quale è riconoscibile proprio dai suoi particolari baffi girati all'insù.

## Opere

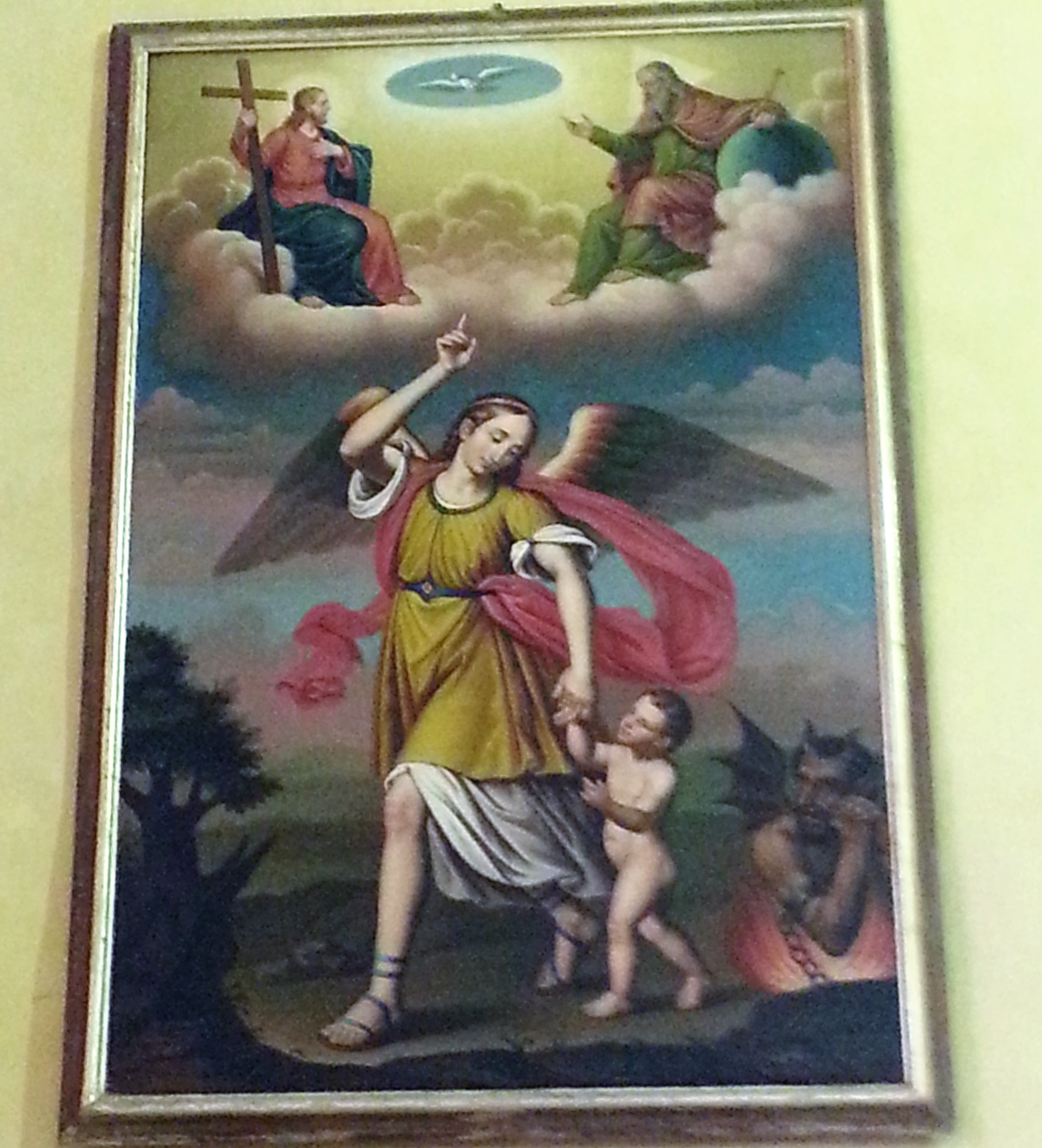
Pala San Michele Arcangelo opera di Antonio Brighenti chiesa di San Michele Località Colarete - valgoglio

Segue un elenco dei numerosi ritratti e opere sacre con la collocazione:

### MAT-Museo arte e tempo di Clusone
- Caterina Caniana
- Pier Antonio Brasi
- Ignazio Trussardi
- Teresa Marinoni
- Carlo Barzasi
- Angelo Guerinoni
- Giovanni Sant'Andrea senior
- Laura Gallizzioli

### Collezioni private
- Eletta Gualdi
- Elia Brighenti
- Nino Brighenti
- Ritratto muliebre di famiglia
- Antonio Levati
- Teresa Margosio Berra
- Bernardino Berra
- Giacomo Morelli
- Alessandro Pellegrini
- Giacomo Pellegrini
- Giuseppe Locatelli

### Basilica Santa Maria Assunta a Clusone
- Pio IX
- Pietro Luigi Speranza
- Francesco Savoldelli Pedrocchi

### Chiesa della Beata Vergine del Paradiso
- Giosuè Ratti
- ritratto di sacerdote si presume di Francesco Trussardi
- Pietro Luigi Speranza

### Museo d'Arte Sacra San Martino Alzano Lombardo
- Rosa Caroli
- Angelica Gritti Morlacchi
- Carlo Stefanini
- Caterina Caniana

### Chiesa parrocchiale di Santa Maria Maddalena di Dezzo
- Giovanni Maria Bonaldi
- Pietro Bettoni
- Pietro Tiraboschi
- Celestino Tiraboschi
- Carlo Lenzi

### Altre chiese e musei
- San Gregorio Giovanni Barbarigo, Vilminore di Scalve chiesa di San Rocco
- Antonio Bertasa, Vilminore di Scalve chiesa di San Rocco
- Giovanni Maria Franzoni, Songavazzo, chiesa parrocchiale San Bartolomeo apostolo
- Omobono Bettoncelli, Nasolino, chiesa parrocchiale di San Bernardo
- Luigi Zucchelli, Ogna, chiesa San Giovanni Evangelista
- Bartolomeo Ghitò, Ogna, chiesa San Giovanni Evangelista
- Domenico Grassi, Schilpario, chiesa parrocchiale Sant'Antonio da Padova
- Pietro Pedrini, Dezzolo di Scalve, chiesa parrocchiale di Sant'Andrea
- Martino Pedrini, Dezzolo di Scalve, chiesa parrocchiale di Sant'Andrea
- Luigi Testa, Osio Sopra, chiesa parrocchiale di San Zenone
- Angelo custode e San Michele che scaccia il demonio chiesa di San Michele frazione di Colarete di Valgoglio